# WordPad
是簡單的文字处理器。自從Windows 95開始至Windows 11為止，Microsoft Windows大部分的版本都內建了這個軟體。它的功能比記事本強，但比Microsoft Word弱。WordPad 的功能發源自于Windows 1.0x時期的小作家。
2023年9月1日，Microsoft宣布WordPad現已棄用，並將在未來的Windows更新中刪除，2024年10月，Windows 11 24H2發布，其中已不再附帶WordPad。

## 功能
WordPad 可處理文字格式，以及列印文字。但它缺少了一些中等程度的功能，例如拼字檢查、類語辭典、表格支援等等。写字板適合書寫信件或短文，不太適合書寫長報告，因為這類文件通常有许多圖片，也不太適合書寫或者長文章，例如图书或者手抄本。
WordPad 原生支援RTF，亦利用到微軟的RichEdit控制。從Windows XP SP1之後的作業系統，版本是4.1，包括Windows Vista。之前的作業系統亦支援“Word for Windows 6.0”格式，與Microsoft Word的檔案格式相容。

## 歷史
Windows 95首次內建了WordPad，用以取代小作家。Windows3.1版本和之前的作業系統，都捆绑了小作家。而WordPad的源代碼，微軟已于Windows 95發佈前MFC在类別库版本3.2後公開，成為一個範例軟體，可以在MSDN的網站下載。
直到現在，WordPad和Microsoft Word仍然是微軟唯一支援讀寫小作家所建立WRI檔案的軟體。
Windows XP的WordPad增加了多語言文字編輯。它可以開啟Microsoft Word（版本6.0-2003）的檔案，雖然格式仍有可能出現錯誤。但是，它不可以儲存.doc格式的檔案（只支援.txt 或者 .rtf），與之前的WordPad版本不同。由於安全問題，Windows XP Service Pack 2禁止了WordPad對.wri 格式檔案的支援。在Windows Vista中，亦移除了對Word檔案的支援，因为格式錯誤顯示的問題還未解決。後又新增支援语音识别，以及RichEdit的Text Services Framework（TSF）。對於Word檔案，以至Open XML的格式錯誤顯示問題，微軟發佈了免費的Word Viewer。
Windows 10的WordPad因系统UI的变化，其风格于前代Windows 7中的WordPad相比更加扁平化。